# 妙安寺 (練馬区)
妙安寺（みょうあんじ）は、東京都練馬区旭町にある日蓮宗の寺院。旧本山は三松蓮永寺、親師法縁。山門前には文化8年（1811年）建立の題目碑、文政10年（1827年）建立の宝篋印塔などがある。

## 歴史
- 板倉伊賀守勝重（駿府町奉行をつとめ『板倉政要』で知られる）が開基となり駿河三松蓮永寺の日雄（元和元年（1615年）没）を開山に創建[1]。現在の本堂は明治33年（1900年）に再建されたもの。

## 伽藍
- 本堂
  - 本堂前の板碑形の題目碑は日如（8世、享保19年（1734年）没）の代に建立されたもの。
- 山門　明治38年（1905年）再建

## 参考資料
- 日蓮宗寺院大鑑編集委員会『宗祖第七百遠忌記念出版 日蓮宗寺院大鑑』大本山池上本門寺 (1981年)
- 『練馬の寺院』練馬区教育委員会
- 「土支田村 妙安寺」『新編武蔵風土記稿』 巻ノ13豊島郡ノ5、内務省地理局、1884年6月。NDLJP:763977/48。